# UFC on ESPN: Vera vs. Sandhagen
UFC on ESPN: Vera vs. Sandhagen（ユーエフシー￼・オン・イーエスピーエヌ：ヴェラ・バーサス・サンドヘイゲン、別名UFC on ESPN 43）は、アメリカ合衆国の総合格闘技団体「UFC」の大会の一つ。2023年3月25日、テキサス州サンアントニオのAT&Tセンターで開催された。

## 大会概要
本大会はマルロン・ヴェラとコーリー・サンドヘイゲンのバンタム級戦が組まれた。

## 試合結果

### プレリミナリーカード
第1試合 フライ級 5分3R
○  ビクトル・アルタミラノ vs.  ヴィニシウス・サルヴァドール ×
3R終了 判定3-0（29-28、29-28、29-28）
第2試合 フライ級 5分3R
○  CJ・ベルガラ vs.  ダニエル・ダ・シウバ ×
2R 4:04 TKO（パウンド）
第3試合 ウェルター級 5分3R
○  トレヴィン・ジャイルズ vs.  プレストン・パーソンズ ×
3R終了 判定2-1（29-28、28-29、29-28）
第4試合 フェザー級 5分3R
○  ルーカス・アレクサンダー vs.  スティーブン・ピーターソン ×
3R終了 判定3-0（30-27、30-27、30-27）

### メインカード
第5試合 フェザー級 5分3R
○  ダニエル・ピネダ vs.  タッカー・ラッツ ×
2R 2:50 ギロチンチョーク
第6試合 ミドル級 5分3R
○  アルベルト・デュラエフ vs.  チディ・エンジョクアニ ×
3R終了 判定2-1（28-29、29-28、29-28）
第7試合 女子フライ級 5分3R
○  メイシー・バーバー vs.  アンドレア・リー ×
3R終了 判定2-1（28-29、29-28、30-27）
第8試合 フェザー級 5分3R
○  ネイト・ランドワー vs.  オースティン・リンゴ ×
2R 4:11 リアネイキドチョーク
第9試合 女子バンタム級 5分3R
○  ホリー・ホルム vs.  ヤナ・クニツカヤ ×
3R終了 判定3-0（30-26、30-27、30-27）
第10試合 バンタム級 5分5R
○  コーリー・サンドヘイゲン vs.  マルロン・ヴェラ ×
5R終了 判定2-1（47-48、50-45、49-46）

### 各賞
ファイト・オブ・ザ・ナイト：CJ・ベルガラ vs. ダニエル・ダ・シウバ
パフォーマンス・オブ・ザ・ナイト：ネイト・ランドワー、ダニエル・ピネダ
各選手にはボーナスとして5万ドルが授与された。

### カード変更
負傷などによるカードの変更は以下の通り。